# Hajmáskér
Hajmáskér je vas na Madžarskem, ki upravno spada pod podregijo Veszprémi Županije Veszprém.